# Bárbara Brändli
Bárbara Brändli (Schaffausen, Suiza, 21 de noviembre de 1932 - Caracas, Venezuela, 27 de diciembre de 2011) fue una fotógrafa suiza radicada en Venezuela, referente de la fotografía documental. En 1996, obtiene el Premio Nacional de Fotografía de Venezuela, compartido con Claudio Perna.

## Trayectoria
Realizó estudios de ballet en París, donde trabajó como modelo de alta costura para figurines de la revista Harper’s Bazaar. Su amistad con los fotógrafos Ed van der Elsken y Ata Kandó le llevó a interesarse por la fotografía. Casada con el arquitecto venezolano, Augusto Tobito, se trasladó a Caracas en 1959, donde desarrolló toda su carrera profesional, que incluyó retratos, reportajes de prensa y proyectos más personales.
Entre sus trabajos se encuentran los dedicados a las etnias indígenas del alto Orinoco (sanemá, yekuana y yanomami), durante sus viajes a esa zona entre 1961 y 1967. De 1964 y 1968 fue contratada por el Latin American Center de la UCLA para realizar un estudio fotográfico sobre los makiritares.
Entre 1962 y 1975 hace fotografía de danza y teatro y una serie sobre los Andes venezolanos. Es coautora de Duraciones visuales (1963), registro del inicio de la danza venezolana, con textos de Sonia Sanoja.
Publicó los el libro Los hijos de la luna (1974), sobre la vida cotidiana de los yanomanis, contexto del antropólogo español Daniel Barandiarán y Los sonidos del silencio (1977). 
Así, con las manos (1979), dedicado a la artesanía venezolana, y Los páramos van quedando solos (1981), son el resultado de son el resultado de años de convivencia de Bárbara con los retratados de los que documenta sus historias. También ha realizado registros de las obras de artistas como Harry Abend y Cornelis Zitman. 
En 1975 publicó Sistema nervioso, con escenas callejeras de Caracas, su fotolibro más conocido a nivel internacional. Pero Bárbara no quedó contenta con el resultado porque el editor manipuló muchas de las imágenes. Por ello, el libro volvió en 2023 con una nueva forma, estudio crítico y el título Deconstruyendo el 'Sistema nervioso' de Lange, Brändli y Chalbaud, más fiel a la intención original de la fotógrafa.   
Sus fotos han sido publicadas en las revistas Du (Zúrich, Suiza), Geo Magazin (Hamburgo, Alemania), Photo Magazin (París) y M (Caracas). Los estudios de sus últimos años estuvieron enfocados en los Andes venezolanos y en la idea de recuperar los mitos de la historia precolombina.
Sus imágenes están en el Museo de Arte Moderno de Nueva York, el Museo Reina Sofía de Madrid, o el Fotostiftung Schweiz de Winterthur en Suiza.  
En 2024, PhotoEspaña organizó una exposición retrospectiva de su trabajo, en Madrid, titulada Poética del gesto, política del documento, con casi 300 fotografías, algunas inéditas y de su archivo personal. Del 20 de junio al 22 de septiembre, comisariada por Alejandro León Connock. 

### Exposiciones individuales
- 1961:  «Duraciones visuales», MBA.
- 1962: MBA
- 1997: Fundación Corp Group, Caracas.
- 2024: Poética del gesto, política del documento, en Centro Centro. El Palacio de Cibeles, de Madrid,  retrospectiva sobre su obra organizada por PhotoEspaña. [3]

### Premios
- 1996:  Premio Nacional de Fotografía, compartido con Claudio Perna.